# Philip Schwarz
Philip Schwarz (* 30. November 1978, nach anderen Quellen 1981, in Ulm) ist ein deutscher Schauspieler, Synchronsprecher und Musicaldarsteller.

## Leben

### Familie und Ausbildung
Philip Schwarz wurde auf dem Ulmer Michelsberg geboren; seine Mutter war Lehrerin am Schubart-Gymnasium, sein Vater Zeitungsredakteur, bei der Südwest Presse, später Ressortleiter beim Bayerischen Rundfunk. Seine frühe Kindheit verbrachte er in Pfuhl, eingeschult wurde er in Offenhausen. Im Alter von sieben Jahren zog er mit seiner Mutter nach Hamburg.
Erste künstlerische Erfahrungen machte Philip Schwarz bereits als Kind bei Auftritten im Faschingsverein. Nach dem Abitur begann Schwarz in Hamburg zunächst ein Jura-Studium, um später, wie sein Vater, Journalist zu werden, entschied sich dann jedoch, von Freunden ermuntert, für die Schauspielerei.
Seine Schauspielausbildung absolvierte er zunächst in Hamburg an der Stage School, später dann von 1998 bis 2002 am Konservatorium Wien Privatuniversität. Außerdem erhielt er eine Gesangsausbildung. Während seines Studiums hatte er bereits Engagements am Stadttheater Baden, am Raimundtheater, am Wiener Volkstheater, am Wiener Metropol sowie bei den Stockerauer Festspielen und bei den Sommerspielen Bruck an der Leitha in Niederösterreich.
2003 besuchte er zur Vorbereitung auf seine Filmrollen die Filmschule Wien. 2007 machte er eine Ausbildung zum Synchronsprecher bei Joachim Kunzendorf in Berlin. Später besuchte er Schauspielkurse für Film am Camera Actors Studio Berlin und am HB Studio (Herbert Berghof Studio) in New York.

### Theater
Nach seiner Ausbildung war Schwarz von 2003 bis 2005 fest am Theater Heilbronn verpflichtet. Es folgten danach Auftritte bei freien Theaterensembles in Berlin (Orphtheater, Theater La Luz), bevor er einige Jahre schwerpunktmäßig in Norddeutschland arbeitete.
Er spielte am Harburger Theater (2011), am Altonaer Theater (2012–2014, dort u. a. als die Schüler Rosen und Husemann in Die Feuerzangenbowle) und bei den Karl-May-Spielen in Bad Segeberg. 2010 übernahm er bei den Karl-May-Spielen neben Eva Habermann kurzfristig die Titelrolle des „Halbbluts“ Ik Senanda im gleichnamigen Stück. 2011 spielte er in Der Ölprinz den Indianer Shi-So. 2016 war er in Bad Segeberg an der Seite von Susan Sideropoulos als Cowgirl im Stück Der Schatz im Silbersee der Indianer „Kleiner Bär“, der Letzte vom Stamm der Tonkawa.
Ein für 2015 geplantes Engagement bei den Karl-May-Festspielen konnte er nicht annehmen, da er vertraglich bereits für die Burgfestspiele Jagsthausen verpflichtet war, wo er in den Jahren 2014/2015 in mehreren Produktionen und Rollen auftrat. Dort war er u. a. 2015 in der Rolle des Franz Partner von Jasmin Wagner (als Adelheid von Walldorf) in Götz von Berlichingen, sang und spielte den Studenten Perchik im Musical Anatevka und übernahm Rollen in Kinder- und Familienstücken.
Mit der Rosamunde-Pilcher-Adaption Die Muschelsucher war er mit Doris Kunstmann 2014 auf Theatertournee. In der Saison 2015/16 gastierte er in der Feuerzangenbowle an der Komödie am Kurfürstendamm.
2017 trat Schwarz wieder am mehreren Hamburger Bühnen (Harburger Theater, Altonaer Theater, Hamburger Kammerspiele) auf. In der Spielzeit 2018/19 gastierte er in der Rolle des autistischen Universitätsprofessors Ever in Mark St. Germains Komödie Die Tanzstunde am Altstadttheater Ingolstadt.

### Film, Fernsehen, Sprecher
Neben seiner Theaterarbeit übernahm Schwarz gelegentlich auch einige Film- und Fernsehrollen. Er hatte Gastauftritte in mehreren, meist in Hamburg produzierten und gedrehten TV-Serien, wie Notruf Hafenkante, Die Rettungsflieger und Großstadtrevier.
In der ZDF-Fernsehreihe Katie Fforde war er im Januar 2019 an der Seite von Bernhard Piesk und Sabine Postel in einer Nebenrolle als Bruder der männlichen Hauptfigur zu sehen.
Schwarz arbeitet als Synchronsprecher u. a. für Produktionen von Studio Hamburg, z. B. als fester Sprecher der Serie Feuerwehrmann Sam, war Sprecher für arte und KIKA, übernahm Sprechrollen in Videospielen und war als Werbedarsteller (Deutsche Telekom, Parship) tätig.

### Privates
Zu seinen Hobbys gehören u. a. Reiten, Klettern und Skifahren. Schwarz, der Inhaber einer US-Green Card ist, lebt in Hamburg.

## Filmografie (Auswahl)
- 2007: Notruf Hafenkante: Herbststurm (Fernsehserie, eine Folge)
- 2007: Die Rettungsflieger: Klare Worte (Fernsehserie, eine Folge)
- 2009: Stralsund: Mörderische Verfolgung (Fernsehreihe)
- 2009: Berlin 36 (Kinofilm)
- 2017: Großstadtrevier: Daniel in der Löwengrube (Fernsehserie, eine Folge)
- 2019: Katie Fforde: Wachgeküsst (Fernsehreihe)
- 2020: Sarah Kohr – Teufelsmoor (Fernsehreihe)